# 스트레스

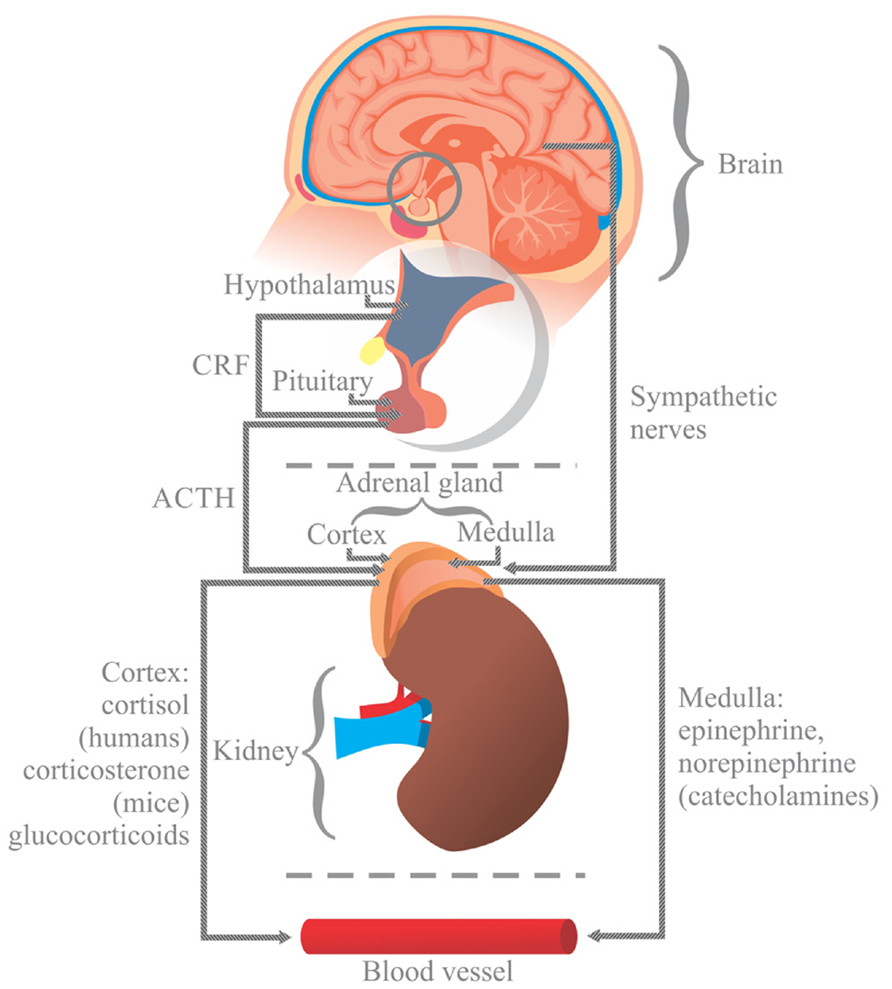
스트레스에 대한 신경호르몬 반응

스트레스(영어: stress, 한국어: 긴장 또는 짜증)는 정신적 신체적 자극으로 인한 변화를 일으키는 정신적 긴장감(부담 또는 압박)을 뜻한다. 심리학 또는 생물학에서 스트레스 요인에 대해 경계하고 대항하려는 심신의 변화 과정을 의미한다. 이런 반응은 일반적으로 외부에서 위협을 받거나 도전을 받을 때 신체를 보호하고자 일어난다. 한스 셀리에가 처음으로 스트레스의 생리학적 현상을 발견하였다.

## 용어
외부에서 압력을 받으면 긴장, 흥분, 각성, 불안 같은 생리 반응이 일어나는데 이런 외부 압력을 스트레스 요인(stressor)이라고 칭하고 여기서 벗어나 원상 복귀하려는 반작용을 스트레스라고 칭한다. 엄밀한 의미에서 외부 압력인 스트레스 요인은 그 반작용인 스트레스와 뚜렷이 구별하여야 한다.

## 개요
체내에는 자극에 대응하고자 스스로 변화하게 하는 작용이 있고 그 변화는 자극 내용 여하를 불문하고 일정하다. 이런 사실에 기초해 한스 셀리에(Hans Selye)는 개념인 ‘일반 적응 증후군(General Adaptation Syndrome; GAS)’를 발표했다. 여기서 일반적인(General)이란 스트레스 결과가 신체 부위에 영향을 끼친다는 의미고 적응(Adaptation)이란 스트레스 원인에서 신체를 대처하게 하거나 적응하게 한다는 의미이며, 증후(Syndrome)란 스트레스 결과에 의거해 어떤 반응이 일어난다는 의미이다.
스트레스를 경험하면 인체는 생리상 원상 복귀하고자 스트레스에 정면으로 투쟁하거나 스트레스에서 도망친다. 재언하면, 스트레스는 스트레스 요인에 대처해 평온한 상태(homeostasis)를 유지하려는 생리상 반응, 즉 ‘싸움-도주 반응(fight or flight)’하는 과정이다.
과도한 스트레스 조건에서는 주어진 문제를 해결하려는 동기 수준이 지나치게 높아서 주어진 문제를 관심하는 범위가 극도로 축소되어 몇 가지 제한된 문제 해결 단서에만 집착한다. 예컨대 운동선수는 정신상 과도한 스트레스 상황에 처해 중요한 경기에서 자신의 기록에 못 미치는 결과를 나타낸다.
스트레스가 과도하면 불안을 일으키고 이런 불안은 신체가 떨리는 소위 생리상 불순의 자동 반응을 일으켜 문제 해결을 간접으로 방해하는 역할을 한다. 즉, 문제를 해결하기보다는 불안을 없애고자 하는 동기에만 집착하고 중대사나 매우 위험한 상태에 처해 있을 때 말을 더듬고 손발이 떨리는 듯이 감정상ㆍ방어상 대처 행동에 더 많이 관심한다.
스트레스 수준이 지나치게 높거나 낮아도 바람직하지 않으므로, 스트레스는 적당한 수준을 유지해야 한다.

## 증상과 장애
유해한 자극에 대해 부신비대, 흉선위축, 위궤양 등의 똑같은 반응이 일어나는 것을 관찰할 수 있다.

### 일반적응증후군
일반적응증후군(general adaptation syndrome)은 스트레스의 종류에 관계없이 인체는 일정한 반응을 나타낸다.

## ICD
ICD-10 '(F40–F48) 신경증적, 스트레스 관련 및 신체형 장애'에서 분류하고있다.

## 에너지 대사
위험이나 위협과 같은 스트레스에 신체는 반응함으로써 에피네프린(단백질)이나 지방성인 글루코코르티코이드(Glucocorticoid) 호르몬을 분비하여 글루코코르티코이드 수용체(Glucocorticoid receptor receptor)을 통해 세포내 포도당의 생성에 관여하는 것으로 알려져 있다. 따라서 지속적이고 만성적인 스트레스에의 노출은 지방산 축적이나 인슐린 저항성에 부수적인 데미지 영향을 줄 수 있는 것으로 알려져 있다.

## 같이 보기
- 스트레스 관리
- 유스트레스 - 긍정적 스트레스(positive stress)
- 디스트레스(영어판) - 부정적 스트레스(negative stress)
- 한스 셀리에 - 스트레스 이론 창시 학자
- 일과 삶의 균형(en:Work–life balance, WLB)
- 삶의 질(QOL)
- 외상 후 스트레스 장애(PTSD)
- 외상 후 성장(PTG)
- 상실과 역경을 통한 성장(Growth Through Loss and Adversity, GTLA)
- 회복 탄력성
- 소수자 스트레스 - 스트레스와 사회의 연관성
- 히스테리